# Geluidsdrager
Een geluidsdrager is een medium waarop muziek of ander geluid wordt vastgelegd. In min of meer historische volgorde kennen we de volgende geluidsdragers:
- Wasrol
- Grammofoonplaat
- Magnetische draad (Sonofil, magneetdraad, toondraad)
- Magneetband
- Videoband: Betamax, Video 2000 en VHS
- Muziekcassette, compact cassette of cassettebandje
- Audiocassettes
- 8 sporencassettes
- Digital audio tape of R-DAT
- Digital compact cassette of dcc
- Compact disc of cd
- Minidisc of md
- Super audio compact disc (sacd)
- Dvd-audio
- Dvd en andere digitale opslagmedia, zoals de harde schijf op een personal computer
- MP3-bestand op een gegevensdrager (bijvoorbeeld USB-stick, mp3-speler)

In het digitale tijdperk is het onderscheid tussen media voor beeldopslag en geluidopslag aan het vervagen.